# Акжан (село)
Акжан (каз. Ақжан) — село в Тимирязевском районе Северо-Казахстанской области Казахстана. Административный центр Акжанского сельского округа. Находится примерно в 13 км к востоку-северо-востоку (ENE) от села Тимирязево, административного центра района, на высоте 180 метров над уровнем моря. Код КАТО — 596253100.
На западе села находится одноименное озеро.

## Население
В 1999 году численность населения села составляла 480 человек (222 мужчины и 258 женщин). По данным переписи 2009 года, в селе проживало 438 человек (225 мужчин и 213 женщин).